# Sida ulei
Sida ulei är en malvaväxtart som beskrevs av Oskar Eberhard Ulbrich. Sida ulei ingår i släktet sammetsmalvor, och familjen malvaväxter. Inga underarter finns listade i Catalogue of Life.